# Faro de Kribi
El Faro de Kribi (en francés: Phare de Kribi) se encuentra en Kribi, en la parte sur de Camerún, cerca del Golfo de Guinea. Es un faro activo actualmente localizado en un destino turístico, a pesar de que la estructura histórica está cerrada a los turistas. El faro fue construido en 1906 por los colonialistas alemanes que habían ocupado «Kamerun» (el faro y una iglesia son el legado de la construcción colonial alemana en la ciudad), hoy es parte de habla francófona de Camerún. En los primeros días hubo una casa para una cuidador, junto al faro, pero fue eliminado. La ubicación del faro en Kribi igualó el estatus de la ciudad como el centro del comercio de la región sur, que era notable para el caucho y el marfil.